# Britanniametall

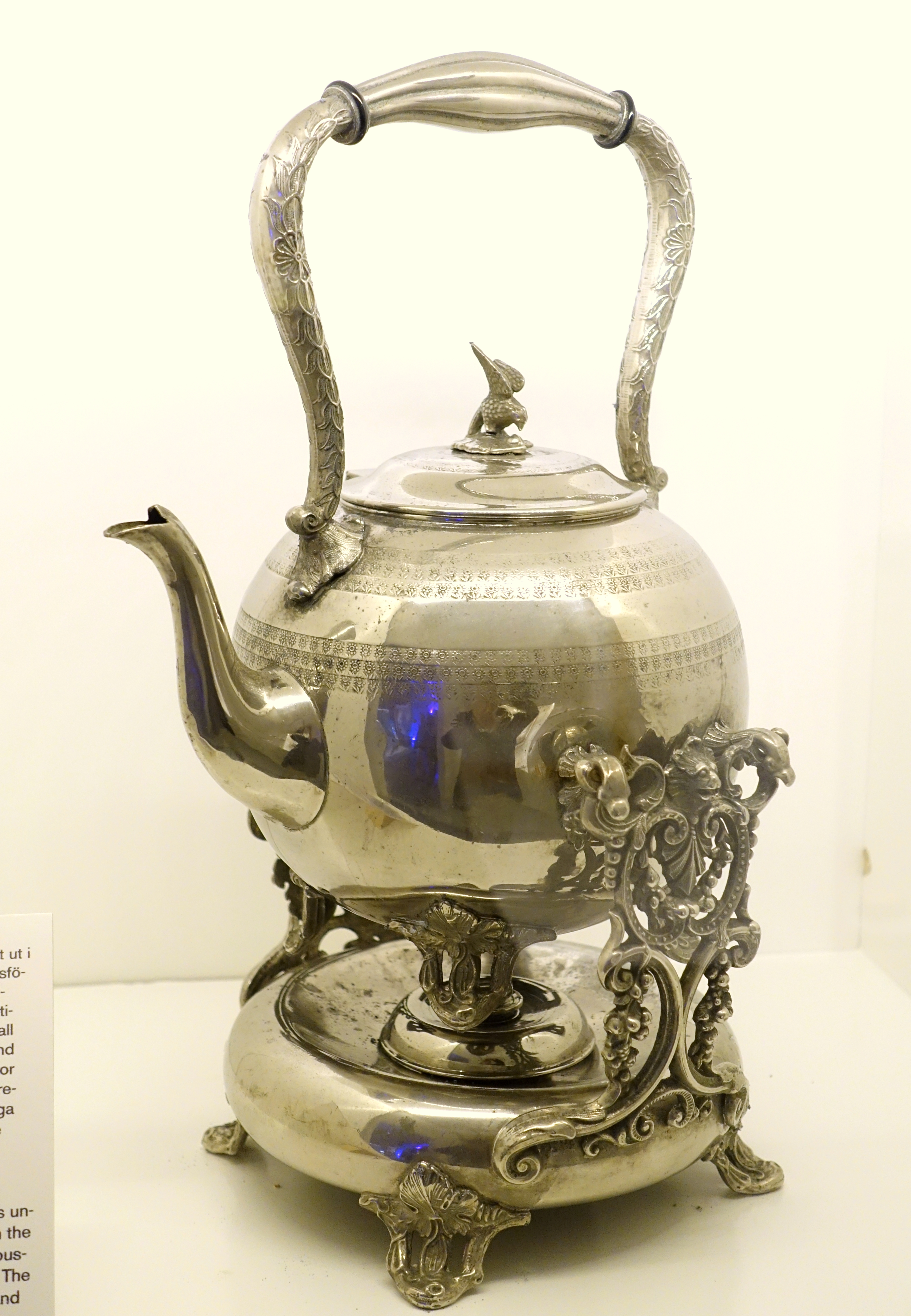
Tekanna av Britanniametall

Britanniametall är en legering av tenn och antimon, ofta med tillsats av varierande mängder av koppar, zink, bly och ibland lite vismut eller koppar. Legeringen, som har en något blåaktigt silvervit färg och normalt innehåller 90 % tenn och 10 % antimon, lämpar sig bra för gjutning eftersom den är lättsmält och flyter ut fullständigt i formen. Den kan även pressas (en britanniametall lämplig för pressning innehåller oftast något mer tenn) och valsas och är lätt att polera till hög glans. Britanniametall har i Sverige ibland även kallats Vitmetall, som annars är en från Britanniametallen snarlik men något avvikande legering.

## Användning
Legeringen har använts för tillverkning av gjutna eller pressade bruks- och nyttoföremål som kannor, bägare, ljusstakar, skedar och gafflar.

### Speciallegeringar, med liknande användning som den normala britanniametallen
Viss oreda i namngivningen råder. Sålunda har två helt olika legeringar (men med liknande utseende) båda benämnts tutania.
| Legering            | Tenn   | Antimon | Koppar | Bly   | Zink   | Nickel | Järn | Vismut |
| ------------------- | ------ | ------- | ------ | ----- | ------ | ------ | ---- | ------ |
| Kassiterin          | 89,5 % | 5,6 %   | 4,2 %  | 0,7 % | —      | —      | —    | —      |
| Minoformetall       | 66 %   | 20 %    | 4 %    | —     | 9 %    | —      | 1 %  | —      |
| Tutania typ 1       | 91,4 % | 7,6 %   | 0,7 %  | —     | 0,3 %  | —      | —    | —      |
| Tutania typ 2       | 25 %   | 25 %    | 12,5 % | —     | 12,5 % | —      | —    | 25 %   |
| Ashberymetall       | 79 %   | 15 %    | 3 %    | —     | 2 %    | 1 %    | —    | —      |
| Antifriktionsmetall | 80 %   | 10 %    | 10 %   | —     | —      | —      | —    | —      |

Ashberymetall används för husgeråd och prydnadssaker.. 
Förnicklad britanniametall benämns alboid; används för husgeråd..
Försilvrad britanniametall benämns Electroplated Britannia Metal, förkortat EBPM. 
Såväl i England (Sheffield och Birmingham) som i Tyskland (Elberfeld) har tillverkats en stor mängd föremål varför man ofta skiljer mellan engelsk och tysk britanniametall.
Antifriktionsmetall används för glidlager, bl a som foder i lokomotivlager.
En speciell användning är de årligen utdelade Oscars-statyetterna som är tillverkade av guldpläterad britanniametall.